# Übertitel

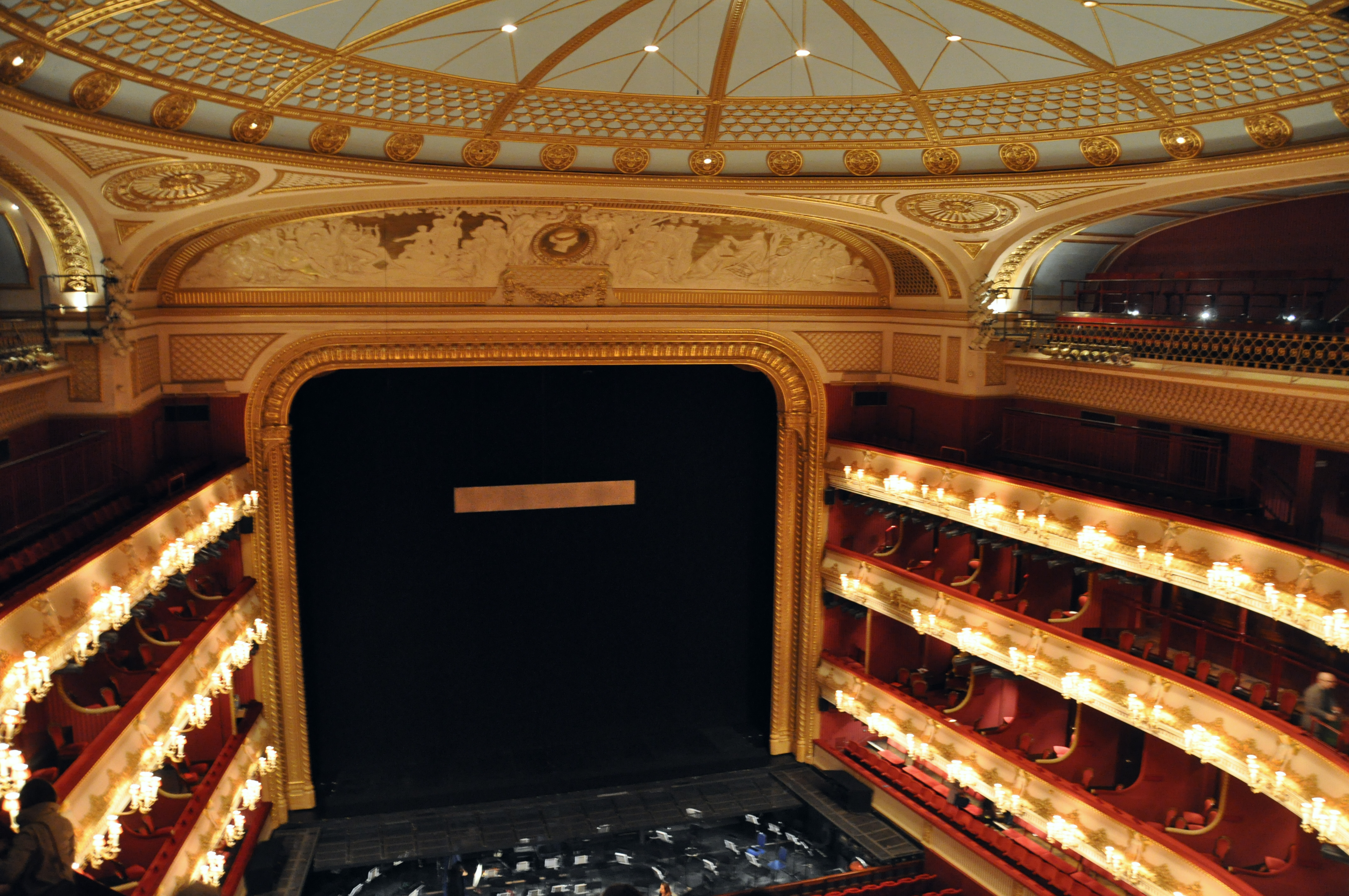
Bildschirm für Übertitel im Londoner Royal Opera House (2011)

Von Übertiteln spricht man im Theater oder in der Oper, sie sind den Untertiteln in Film und Fernsehen vergleichbar. Sie werden, vor allem bei fremdsprachigen Produktionen, oberhalb der Bühne durch einen Beamer oder eine Laufschriftanzeige eingeblendet und zeigen die – vorab übersetzte – gesprochene oder gesungene Sprache in der Landessprache. Diese technologische Innovation erfolgte seit Mitte der 1990er und betrifft nunmehr alle großen Opernbühnen der Welt und viele Festivals, in denen Schauspielproduktionen aus anderen Sprachkreisen gezeigt werden.

## Technische Lösungen
Um die Übertitel mit einem Beamer zu projizieren, werden oft speziell modifizierte Videoprojektoren eingesetzt, welche nur den oberen Teil des Bildschirminhaltes tatsächlich projizieren. Im unteren Bildschirmbereich wird die Übertitelung über einen Kontrollmonitor gesteuert, im oberen erscheint das projizierte Bild.
Inzwischen gibt es aber auch Lösungen, welche ohne einen zusätzlichen Spezialbeamer auskommen und gleichzeitig über den Beamer beispielsweise noch Videos ausgeben können. Hier kommt dann der zumeist ohnehin vorhandene Beamer zum Einsatz. Laufschriftanzeigen sind hinsichtlich Position, Größe, Schriftart usw. nicht ganz so flexibel wie die Projektion durch einen Beamer, dafür ist eine fest installierte Laufschriftanzeige bei großer Helligkeit oft besser lesbar und leicht zu handhaben.

### Untertitel
Inzwischen werden als Alternative zu Übertiteln aber auch in Sitzen integrierte Lösungen angeboten, welche jedoch einen höheren technischen Aufwand und höhere Kosten bedeuten. Die Wiener Staatsoper und die Metropolitan Opera in New York haben sich für diese Lösung entschieden: Die meisten Besucher haben ihre Untertitel-Anzeige am Sitz davor angebracht, aber auch für Logen, Stehplätze und fußfreie Reihen gibt es – teilweise schwenkbare oder mobile – Schrifttäfelchen. Das Musiktheater Linz verfügt sowohl über Über-, als auch Untertitel, die in den Vordersitzen integriert sind und die Wahl von zwei Sprachen ermöglichen.

### Mehrsprachige Versionen
Viele Opernbetriebe – wie Wiener Staatsoper, Israeli Opera oder Salzburger Festspiele – zeigen die Über- bzw. Untertitel heute sowohl in der Landessprache, als auch in englischer Sprache an, eine Konzession an das zunehmend internationale Publikum. In Salzburg kommen bei deutschsprachigen Opern englische und französische Übertitel zum Einsatz.

## Folgen für die Aufführungspraxis
Schon seit den 1960er Jahren sind Opernaufführungen in der Originalsprache zunehmend gebräuchlich, da einerseits viele Übersetzungen hanebüchen wirken, andererseits durch originalsprachliche Aufführungen das Engagement internationaler Gesangstars erleichtert wird. Selbst Häuser, die lange an deutschsprachigen Inszenierungen festhielten, wie die Komische Oper Berlin oder die Wiener Volksoper, wechseln nunmehr schrittweise zur Originalsprache, da durch die Übertitel der gesungene Text nunmehr sogar besser verständlich ist als in einer deutsch gesungenen Aufführung.
Erheblichen Einfluss hat die Verfügbarkeit von Übertiteln auf die Programmgestaltung von Schauspielfestivals, die nunmehr weltweit Produktionen einladen können, weil die Sprachbarriere dank der Übertitel entfällt. Deutlich sichtbar wird dies am Young Directors Project der Salzburger Festspiele (2002 bis 2014) und den Programmen der Wiener Festwochen, die in den Jahren der Schauspieldirektionen von Stefanie Carp (2008 bis 2013) und Frie Leysen (2014) zahlreiche Truppen aus Lateinamerika, den Balkanländern, dem Fernen Osten oder Afrikas eingeladen haben.